# Comtat de Santa Maria de Formiguera
El Comtat de Santa Maria de Formiguera, o simplement Comtat de Formiguera, és un títol nobiliari espanyol creat el 1632 i atorgat a favor de Ramon de Safortesa i de Villalonga sobre el seu feu a Santa Maria de Formiguera, al Capcir, una possessió que havia adquirit l'any anterior. A la mort del seu fill passà als Rocafull de Rocabertí i al segle xviii als Ferrer de Sant Jordi, que encara n'ostenten el títol. Perdé la vinculació amb Santa Maria de Formiguera el 1671, quan Ramon Burgues-Safortesa Pacs-Fuster de Vilallonga i Nét perdé la propietat d'aquelles terres, i de llavors ençà es vincula a les terres que la família posseïa a Mallorca, principalment a les cavalleries de Muro i Santa Margalida i altres possessions, entre les quals Galatzó.
La casa pairal dels comtes de Formiguera es troba al carrer de Can Formiguera de Mallorca.

## Història
L'any 1631 Pere Ramon Safortesa i de Villalonga adquirí les possessions a Santa Maria de Formiguera al cavaller principatí Lluís Descatlar, i l'any següent rebé el títol de Comte de Santa Maria de Formiguera de Felip IV. A la seva mort el 1639 passà al seu fill Ramon, conegut pels seus abusos de poder com el Comte Mal. El 1671, Narcís Descatlar recuperà les propietats paternes de Santa Maria de Formiguera en un plet perquè no havia rebut íntegrament el preu de venda, però tot i perdudes les propietats, Ramon mantengué el títol. Morí el 1694 sense descendència, i els seus títols i propietats passaren a Guillem Rocafull de Rocabertí, vescomte de Rocabertí, el qual també morí, el 1728, sense descendència, i així les seves propietats i títols de Mallorca passaren als Ferrer de Sant Jordi. El 1995, Vicenç Antoni Ferrer de Sant Jordi i Fuster heretà el títol de Comte de Formiguera.